# Amantaní
Amantaní è un'isola situata nel versante peruviano del Lago Titicaca.
Secondo il censimento del 1988 l'isola ha una popolazione di 3.663 appartenenti all'etnia aymara di lingua quechua suddivise in circa 800 nuclei familiari che vivono prevalentemente di agricoltura e pastorizia. Le pendici delle montagne sono terrazzate con muri di pietra e vi sono coltivati grano, quinoa, patate e oca (tubero molto diffuso nella zona andina). Sui terrazzamenti è praticato anche l'allevamento, in particolare di ovini e camelidi andini (quali lama e alpaca).
L'isola ha forma circolare e una superficie di circa 9,28 km². Vi si trovano due cime, il Pachatata (Padre cielo) e Pachamama (madre terra) sulla sommità delle quali si trovano antiche rovine Inca e Tiwanaku. Il lago viene chiamato Pachakocha e rappresenta la deità acquatica completando la rappresentazione della cosmogonia della religione locale che riguarda gli elementi naturali. Il tempio di Pachatata sulla sommità della montagna di Amantaní non è altro che un muro a secco di forma quadrata. Non vi si può entrare essendo l'accesso consentito solo alla comunità e solamente per una festa che avviene il 15 gennaio. Il panorama che si gode dalla sommità però è impareggiabile soprattutto se si giunge nel momento del tramonto.
Come bevanda, oltre al diffuso mate de coca, è utilizzata la muña, una radice locale messa in infusione per qualche minuto in acqua calda. Ha un sapore simile alla menta ma molto più forte.